# Жилкин, Андрей Сергеевич
Андрей Сергеевич Жилкин (род. 9 марта 1995, Куала-Лумпур) — российский пловец, член национальной сборной с 2017 года. Чемпион Европы 2018 года в составе эстафетной команды 4х100 метров вольным стилем. Многократный чемпион и экс-рекордсмен России. Заслуженный мастер спорта России (2020).

## Биография

### Ранние годы
Родился 9 марта 1995 года в Куала-Лумпур, Малайзия. Родители — тренеры по плаванию. Отец Сергей Валентинович Жилкин, Заслуженный тренер России, Мастер спорта СССР. Старший брат Сергей, мастер спорта по плаванию, чемпион первенств и призёр чемпионатов России по плаванию. Это и определило спортивное будущее Андрея Жилкина, в детстве влюблённого в баскетбол.

### Карьера
Серебряный (2016—200 м комп; 2017—400 м комп.; 2015 — эстафета 4×100 м в/с; 2019 — 50 м баттерфляй) и бронзовый (2017 — 50 м баттерфляй; 2014 — смешанная эстафета 4×100 м в/с) призёр чемпионатов России.
Чемпион России на короткой воде 2017 года в эстафете 4×100 м вольным стилем. Чемпион России 2019 года на дистанции 200 м комплексным плаванием.
Серебряный (2017—100 м комп, эстафета 4×50 м в/с; 2014, 2016 — эстафета 4×100 м в/с) и бронзовый (2015 — эстафета 4×100 м в/с, смешанная эстафета 4×50 м в/с; 2016 — эстафета 4×50 м комб.) призёр чемпионатов России на короткой воде.
Победой с рекордом России на дистанции 200 м комп на зимнем чемпионате России 2021 года, завоевал право представлять Россию в составе сборной команды на Олимпийских играх в Токио.
В мае 2021 года на чемпионат Европы, который проходил в Венгрии в Будапеште, Жилкин в составе эстафетной команды на дистанции 4 по 100 метров вольным стилем завоевал чемпионский титул, а через несколько дней на дистанции 50 метров баттерфляем стал бронзовым призёром, показав время в финале 23,08.